# 名称服务器
名称服务器（英語：Name Server）在互联网中是指提供域名服务协议的程序或服务器。它可以将“人类可识别”的标识符，映射为系统内部通常为数字形式的标识码。域名系统（DNS）服务器是最著名的名称服务器：域名是互联网两大主要命名空间之一。

## 域名系统

### 根域名服务器
根域名服务器（英語：Root DNS server）是互联网域名解析系统（DNS）中最高级别的域名服务器，提供到顶级域服务器的映射。

### 顶级域服务器
顶级域服务器（英語：Top-level DNS server）负责处理 .com, .org及所有顶级国家域名，提供到权威域服务器的映射。

### 权威域服务器
权威域服务器（英語：Authoritative server）提供主机名（英語：host name）到 IP 地址间的映射。